# Tides of Annihilation
Tides of Annihilation — предстоящая фэнтезийная приключенческая игра в жанре экшн, разработанная китайской студией Eclipse Glow Games. В основе сюжета — легенда о короле Артуре. Игрок берет на себя роль Гвендолин, которая обладает таинственной силой, позволяющей ей командовать рыцарями Круглого стола. Дизайн уровней игры будет сочетать элементы средневекового фэнтези (мифическое королевство Авалон) с современным сеттингом (Лондон, опустошенный после вторжением потусторонних сил). Релиз игры запланирован на PlayStation 5, Xbox Series X/S, а также Windows.

## Сюжет
Гвендолин — единственная выжившая после осады Лондона пришельцами из Внешнего мира. Она обнаруживает таинственную силу, которая позволяет ей командовать легендарными рыцарями Круглого стола. Девушка отправляется в путешествие, чтобы победить полубогов Авалона, спасти свою сестру и отомстить.

## Игровой процесс
Tides of Annihilation представляет собой приключенческий экшн от третьего лица. Игрок управляет Гвендолин, которая обладает таинственной силой, позволяющей ей командовать легендарными рыцарями Круглого стола. Она также может использовать оружие (мечи и луки) и драться кулаками . Игра будет включать ролевые элементы, таких древа навыков, помимо этого главная героиня будет иметь уровни прокачки. Кастомизация главной героини будет включать в себя как элементы, связанные со сражениями, такие как конфигурация того или иного рыцаря, настройки оружия, экипировки и аксессуаров и многое другое, так и внешне видимые элементы, такие как одежда, цвет волос и макияж. В игре будет несколько уровней сложности.

## Разработка
Игра разрабатывается китайской студией Eclipse Glow Games на движке Unreal Engine 5. Это первый проект студии. Софинансированием проекта занимается компания Tencent.
В дальнейшем Eclipse Glow Games планирует развивать франшизу с новыми протагонистами, используя элементы мифов и легенд из других стран мира (через концепцию вторжения из Внешнего мира).
Анонс проекта состоялся в феврале на State of Play. Релиз игры запланирован на консолях PlayStation 5 и Xbox Series X/S, а также Windows. Предварительной датой выхода является 2026 год.